# Фё
Фё (фр. Feux) — коммуна во Франции, находится в регионе Центр. Департамент — Шер. Входит в состав кантона Сансер. Округ коммуны — Бурж.
Код INSEE коммуны — 18094.

## География
Коммуна расположена приблизительно в 185 км к югу от Парижа, в 105 км юго-восточнее Орлеана, в 39 км к северо-востоку от Буржа.
По территории коммуны протекает река Бенель (фр. Benelle), а река Вовиз и её приток, Шантрен (фр. Chantereine), образуют восточную границу коммуны.

## Население
Население коммуны на 2008 год составляло 345 человек.
| 1962 | 1968 | 1975 | 1982 | 1990 | 1999 | 2008 |
| ---- | ---- | ---- | ---- | ---- | ---- | ---- |
| 338  | 394  | 367  | 375  | 393  | 349  | 345  |

## Администрация
| Период | Период | Фамилия        | Партия | Примечания      |
| ------ | ------ | -------------- | ------ | --------------- |
|        | 2001   | Жан-Клод Бонне |        |                 |
| 2001   | 2008   | Жак Дефе       |        |                 |
| 2008   | 2011   | Мартин Шербек  |        |                 |
| 2011   | 2014   | Жюльен Барбо   |        | предприниматель |

## Экономика

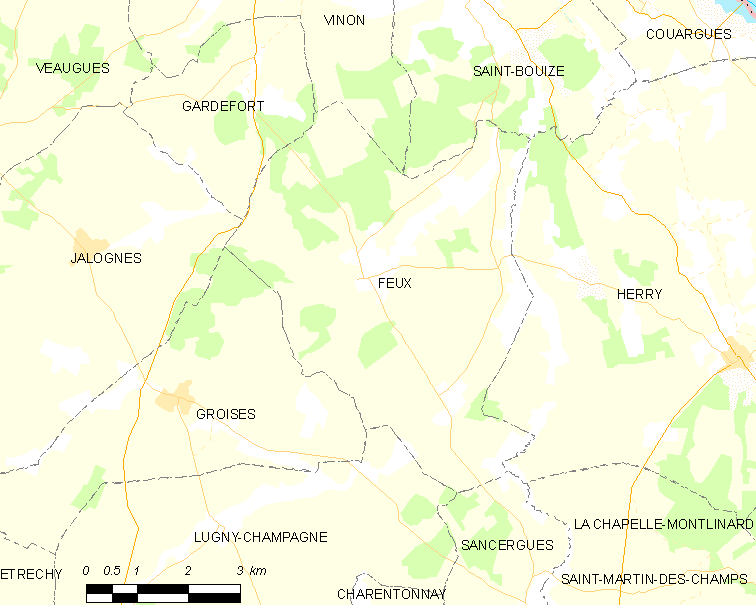
Карта коммуны

В 2007 году среди 204 человек в трудоспособном возрасте (15-64 лет) 151 были экономически активными, 53 — неактивными (показатель активности — 74,0 %, в 1999 году было 67,1 %). Из 151 активных работали 142 человека (87 мужчин и 55 женщин), безработных было 9 (3 мужчин и 6 женщин). Среди 53 неактивных 13 человек были учениками или студентами, 21 — пенсионерами, 19 были неактивными по другим причинам.